# Zhou Wenju

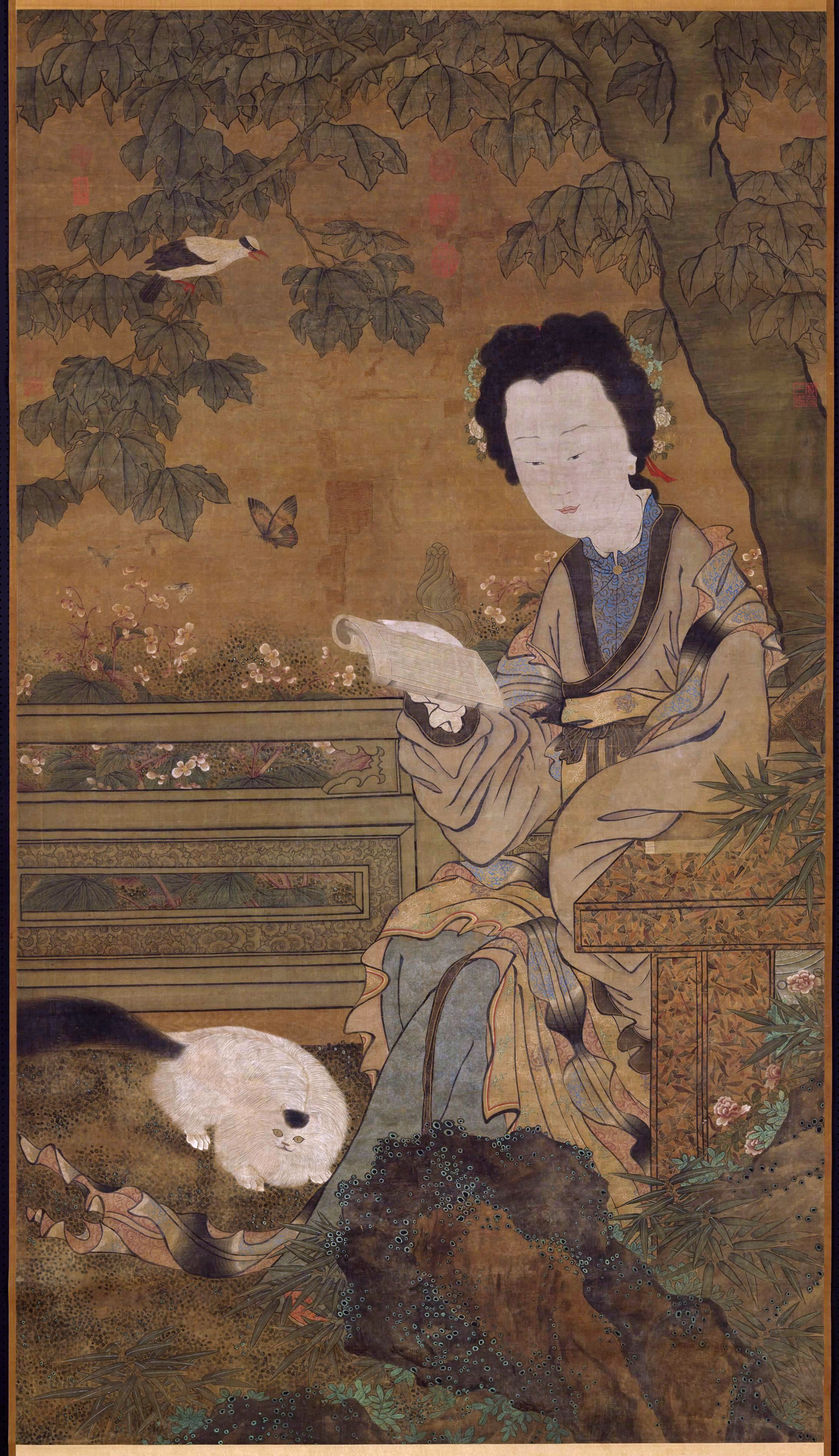
Vrouw met kat (kopie uit de Ming-periode), collectie Nationaal Paleismuseum

Zhou Wenju (周文矩; 917–975) was een Chinees kunstschilder uit Jurong die als hofschilder actief was tijdens de periode van de Vijf Dynastieën en Tien Koninkrijken. Tijdens de regering van Li Yu (961–976) diende hij aan de keizerlijke schildersacademie als daizhao, oftewel schilder in opleiding. Dit was de hoogste rang voor een hofschilder.
Zhou was gespecialiseerd in portretten en vervaardigde diverse kleurrijke taferelen met hofdames die zich amuseren. Er zijn geen originele werken van hem bewaard gebleven. Volgens een 12e-eeuwse catalogus zou zijn stijl veel overeenkomsten hebben met die van Zhou Fang (ca. 730–800), maar eleganter en verfijnder zijn. Volgens de kunstschilder Mi Fu (1051–1107) onderscheidde Zhou Wenju zich ook door zijn gedetailleerde uitwerking van de kledingstukken. Volgens sommige kunsthistorici was Zhou's schilderstijl gebaseerd op Li Yu's krachtige kalligrafiestijl.
Volgens sommige bronnen kreeg Zhou net als Gu Hongzhong (937–975) opdracht om het nachtleven van de minister Han Xizai op doek vast te leggen.
- International Standard Name Identifier: 0000 0000 6352 8364
- Library of Congress Control Number: n82258611
- Union List of Artist Names: 500328540
- Virtual International Authority File: 55513862
- WorldCat: E39PBJd8ghVMr6dHxmVJF4MpT3